# Circonscription électorale de Pontevedra
Ne doit pas être confondu avec Circonscription autonomique de Pontevedra.
La circonscription électorale de Pontevedra est l'une des cinquante-deux circonscriptions électorales espagnoles utilisées comme divisions électorales pour les élections générales espagnoles.
Elle correspond géographiquement à la province de Pontevedra.

## Historique
Elle est instaurée en 1977 par la loi pour la réforme politique puis confirmée avec la promulgation de la Constitution espagnole qui précise à l'article 68 alinéa 2 que chaque province constitue une circonscription électorale.

## Congrès des députés

### Synthèse
|             |       | 1977 | 1979 | 1982 | 1986 | 1989 | 1993 | 1996 | 2000 | 2004 | 2008 | 2011 | 2015 | 2016 | 04/19 | 11/19 | 2023 |
| ----------- | ----- | ---- | ---- | ---- | ---- | ---- | ---- | ---- | ---- | ---- | ---- | ---- | ---- | ---- | ----- | ----- | ---- |
| UCD         |       | 6    | 5    | 1    |      |      |      |      |      |      |      |      |      |      |       |       |      |
| AP & alliés |       | 1    | 1    | 4    | 4    |      |      |      |      |      |      |      |      |      |       |       |      |
| CDS         |       |      |      |      | 1    |      |      |      |      |      |      |      |      |      |       |       |      |
| PSOE        |       | 1    | 2    | 3    | 3    | 4    | 3    | 3    | 2    | 3    | 3    | 2    | 2    | 2    | 3     | 3     | 3    |
| PP          |       |      |      |      |      | 4    | 5    | 4    | 5    | 3    | 3    | 4    | 3    | 3    | 2     | 3     | 3    |
| BNG         |       |      |      |      |      |      |      | 1    | 1    | 1    | 1    | 1    |      |      |       |       |      |
| En Marea    |       |      |      |      |      |      |      |      |      |      |      |      | 2    | 2    |       |       |      |
| UP          |       |      |      |      |      |      |      |      |      |      |      |      |      |      | 1     | 1     |      |
| Cs          |       |      |      |      |      |      |      |      |      |      |      |      |      |      | 1     |       |      |
| Sumar       |       |      |      |      |      |      |      |      |      |      |      |      |      |      |       |       | 1    |
|             |       |      |      |      |      |      |      |      |      |      |      |      |      |      |       |       |      |
| Total       | Total | 8    | 8    | 8    | 8    | 8    | 8    | 8    | 8    | 7    | 7    | 7    | 7    | 7    | 7     | 7     | 7    |

### 1977
| Parti | Parti | Députés |
| ----- | ----- | --- |
| UCD   |       | José Antonio Gago Lorenzo, Elena María Moreno González, Vícor Moro Rodríguez, José Rivas Fontán, Jesús Sancho Rof, Carlos Sueiro Pico |
| PSOE  |       | Francisco Bustelo García del Real |
| AP    |       | Gonzalo Fernández de la Mora y Mon |

### 1979
| Parti | Parti | Députés |
| ----- | ----- | --- |
| UCD   |       | José Antonio Gago Lorenzo, Luis González Seara, Elena María Moreno González, José María Pernas Martínez, Miguel Sanmartín Losada |
| PSOE  |       | Isidoro Gracia Plaza, José Vázquez Fouz                                                                                          |
| AP    |       | Rafael Portanet Suárez |

### 1982
| Parti  | Parti | Députés                                                                                         |
| ------ | ----- | ----------------------------------------------------------------------------------------------- |
| AP-PDP |       | Manuel Costas Alonso, Alberto Durán Núñez, Fernando Garrido Valenzuela, Antonio Pillado Montero |
| PSOE   |       | Alejandro Jesús Bahillo Fernández, Isidoro Gracia Plaza, José Vázquez Fouz                      |
| UCD    |       | Jesús Sancho Rof                                                                                |

- Fernando Garrido Valenzuela est remplacé en février 1984 par Alfonso Tomás Martín Suárez.

### 1986
| Parti | Parti | Députés                                                                        |
| ----- | ----- | ------------------------------------------------------------------------------ |
| CP    |       | Alberto Durán Núñez, José María Pardo Montero, Mariano Rajoy, Jesús Sancho Rof |
| PSOE  |       | Alejandro Jesús Bahillo Fernández, Abel Caballero, Isidoro Gracia Plaza        |
| CDS   |       | Francisco Javier Moldes Fontán                                                 |

- Mariano Rajoy est remplacé en décembre 1986 par Adriano Marqués de Magallanes.

### 1989
| Parti | Parti | Députés                                                                                        |
| ----- | ----- | ---------------------------------------------------------------------------------------------- |
| PP    |       | José Castro Álvarez, Alberto Durán Núñez, Antonio Pillado Montero, Mariano Rajoy               |
| PSOE  |       | Ana María Luisa Bravo Doviso, Abel Caballero, José Manuel Castedo Villar, Isidoro Gracia Plaza |

### 1993
| Parti | Parti | Députés |
| ----- | ----- | --- |
| PP    |       | Alberto Durán Núñez, Elvira Fernández Díaz, Carlos Mantilla Rodríguez, Antonio Pillado Montero, Mariano Rajoy |
| PSOE  |       | Abel Caballero, Enrique Federico Curiel Alonso, Constantino Méndez Martínez                                   |

### 1996
| Parti | Parti | Députés                                                                              |
| ----- | ----- | ------------------------------------------------------------------------------------ |
| PP    |       | Carlos Mantilla Rodríguez, Antonio Pillado Montero, Mariano Rajoy, José Rivas Fontán |
| PSOE  |       | Abel Caballero, Joaquín Javier Gago López, María Jesús Arrate Varela Vázquez         |
| BNG   |       | Guillerme Vázquez Vázquez                                                            |

- Abel Caballero est remplacé en novembre 1997 par Carmela Silva.
- Antonio Pillado Montero est remplacé en septembre 1999 par Lucita Villar Jar.

### 2000
| Parti | Parti | Députés                                                                                                   |
| ----- | ----- | --- |
| PP    |       | José Manuel Chapela Seijo, Carlos Mantilla Rodríguez, Ana Pastor Julián, Mariano Rajoy, José Rivas Fontán |
| PSOE  |       | Guillermo Hernández Cerviño, María Jesús Arrate Varela Vázquez                                            |
| BNG   |       | Guillerme Vázquez Vázquez                                                                                 |

- Ana Pastor Julián est remplacée en mai 2000 par Lucita Villar Jar.

### 2004
| Parti | Parti | Députés                                                                        |
| ----- | ----- | ------------------------------------------------------------------------------ |
| PP    |       | Carlos Mantilla Rodríguez, María Dolores Pan Vázquez, Ana Pastor Julián        |
| PSOE  |       | Antonio Louro Goyanes, Marí José Porteiro García, Domingo Miguel Tabuyo Romero |
| BNG   |       | Olaia Fernández Davila                                                         |

- María José Porteiro García est remplacé en octobre 2007 par Francisco Andrés Veiga Soto.

### 2008
| Parti | Parti | Députés                                                                       |
| ----- | ----- | ----------------------------------------------------------------------------- |
| PP    |       | Ana Pastor Julián, Javier Jorge Guerra Fernández, María Nava Castro Domínguez |
| PSOE  |       | Antonio Louro Goyanes, Marta Estrada Ibars, Domingo Miguel Tabuyo Romero      |
| BNG   |       | Olaia Fernández Davila                                                        |

- Antonio Louro (PSOE) est remplacé en avril 2009 par Luis Antonio Gómez Piña.
- Javier Guerra (PP) est remplacé en avril 2009 par María Pilar Ramallo Vázquez.
  - María Ramallo (PP) est remplacée en juin 2011 par Jesús Otero Varela.
- María Castro (PP) est remplacée en mai 2009 par Jesús Pérez Arca.

### 2011
| Parti | Parti | Députés                                                                                     |
| ----- | ----- | ------------------------------------------------------------------------------------------- |
| PP    |       | Ana Pastor Julián, Irene Garrido Valenzuela, María Paz Lago Martínez, Telmo Martín González |
| PSOE  |       | Carmela Silva, Guillermo Meijón                                                             |
| BNG   |       | Olaia Fernández Davila                                                                      |

- Irene Garrido (PP) est remplacée en septembre 2014 par Gonzalo José Ordóñez Puime.

### 2015
| Parti    | Parti | Députés                                                 |
| -------- | ----- | ------------------------------------------------------- |
| PP       |       | Ana Pastor Julián, Irene Garrido Valenzuela, Pilar Rojo |
| En Marea |       | Alexandra Fernández Gómez, Ángela Rodríguez Martínez    |
| PSOE     |       | Lola Galovart, Guillermo Meijón                         |

### 2016
| Parti    | Parti | Députés                                                 |
| -------- | ----- | ------------------------------------------------------- |
| PP       |       | Ana Pastor Julián, Irene Garrido Valenzuela, Pilar Rojo |
| En Marea |       | Alexandra Fernández Gómez, Ángela Rodríguez Martínez    |
| PSOE     |       | Lola Galovart, Guillermo Meijón                         |

- Irene Garrido Valenzuela est remplacée en novembre 2016 par Tomás Fole.

### Avril 2019
| Parti | Parti | Députés                                                                          |
| ----- | ----- | -------------------------------------------------------------------------------- |
| PSOE  |       | María Olga Alonso Suárez, Guillermo Meijón, María de los Ángeles Marra Domínguez |
| PP    |       | Ana Pastor Julián, Diego José Gago Bugarín                                       |
| UP    |       | Yolanda Díaz                                                                     |
| Cs    |       | Beatríz María Pino Ocampo                                                        |

### Novembre 2019
| Parti | Parti | Députés                                                                          |
| ----- | ----- | -------------------------------------------------------------------------------- |
| PSOE  |       | María Olga Alonso Suárez, Guillermo Meijón, María de los Ángeles Marra Domínguez |
| PP    |       | María Pilar Ramallo Vázquez, Diego José Gago Bugarín, Javier Bas Corugeira       |
| UP    |       | Yolanda Díaz                                                                     |

- María Ramallo est remplacée en février 2021 par Juan Manuel Constenla Carbón, après renonciation de María Elena Suárez Sarmiento.

### 2023
| Parti | Parti | Députés                                                                                |
| ----- | ----- | -------------------------------------------------------------------------------------- |
| PP    |       | Ana Pastor Julián, Irene Garrido Valenzuela, Pedro Puy Fraga                           |
| PSOE  |       | David Regades Fernández, María Margarita Peregrina Adrio Taracido, Modesto Pose Mesura |
| Sumar |       | Verónica Martínez Barbero                                                              |

- David Regades (PSOE) est remplacé le 9 avril 2024 par Paula María Fernández Pena.
  - Paula Fernández Pena (PSOE) est remplacée le 11 février 2025 par Luis Piña.
- Ana Pastor (PP) est remplacée le 11 juin 2024 par Juan Andrés Bayón Rolo.

## Sénat

### Synthèse
|             |       | 1977 | 1979 | 1982 | 1986 | 1989 | 1993 | 1996 | 2000 | 2004 | 2008 | 2011 | 2015 | 2016 | 04/19 | 11/19 | 2023 |
| ----------- | ----- | ---- | ---- | ---- | ---- | ---- | ---- | ---- | ---- | ---- | ---- | ---- | ---- | ---- | ----- | ----- | ---- |
| UCD         |       | 3    | 3    |      |      |      |      |      |      |      |      |      |      |      |       |       |      |
| AP & alliés |       |      |      | 3    | 3    |      |      |      |      |      |      |      |      |      |       |       |      |
| PSOE        |       | 1    | 1    | 1    | 1    | 1    | 1    | 1    | 1    | 1    | 1    | 1    |      |      | 3     | 2     | 1    |
| PP          |       |      |      |      |      | 3    | 3    | 3    | 3    | 3    | 3    | 3    | 3    | 3    | 1     | 2     | 3    |
| Podemos     |       |      |      |      |      |      |      |      |      |      |      |      | 1    | 1    |       |       |      |
|             |       |      |      |      |      |      |      |      |      |      |      |      |      |      |       |       |      |
| Total       | Total | 4    | 4    | 4    | 4    | 4    | 4    | 4    | 4    | 4    | 4    | 4    | 4    | 4    | 4     | 4     | 4    |

### 1977
| Parti | Parti | Sénateurs                                                   |
| ----- | ----- | ----------------------------------------------------------- |
| UCD   |       | Manuel Fontoira Suris, José García García, David Pérez Puga |
| PSOE  |       | Valentín Paz Andrade                                        |

### 1979
| Parti | Parti | Sénateurs                                                       |
| ----- | ----- | --------------------------------------------------------------- |
| UCD   |       | Daniel Casalderrey Castro, José García García, David Pérez Puga |
| PSOE  |       | Francisco González Amadios                                      |

### 1982
| Parti  | Parti | Sénateurs                                                                  |
| ------ | ----- | -------------------------------------------------------------------------- |
| AP-PDP |       | Cástor Alonso Bar, Manuel Julio Reigada Montoto, José Antonio Rueda Crespo |
| PSOE   |       | Manuel Cuéna Novas                                                         |

### 1986
| Parti | Parti | Sénateurs                                                                                     |
| ----- | ----- | --------------------------------------------------------------------------------------------- |
| CP    |       | Antonio Pillado Montero, Antonio Bernardino Ramilo Fernández-Areal, José Antonio Rueda Crespo |
| PSOE  |       | Manuel Cuña Novas                                                                             |

### 1989
| Parti | Parti | Sénateurs                                                                |
| ----- | ----- | ------------------------------------------------------------------------ |
| PP    |       | Elvira Fernández Díaz, Carlos Mantilla Rodríguez, José Luis Rivera Mallo |
| PSOE  |       | Manuel Cuña Novas                                                        |

- Manuel Cuña Novas, mort en fonctions le 18 mai 1992, est remplacé par María del Carmen Giráldez Rodríguez.

### 1993
| Parti | Parti | Sénateurs                                                              |
| ----- | ----- | ---------------------------------------------------------------------- |
| PP    |       | José Castro Álvarez, César José Mera Rodríguez, José Luis Rivera Mallo |
| PSOE  |       | Jaime Rey Barreiro                                                     |

### 1996
| Parti | Parti | Sénateurs                                                                  |
| ----- | ----- | -------------------------------------------------------------------------- |
| PP    |       | José Manuel Chapela Seijo, César José Mera Rodríguez, Manuel Pérez Álvarez |
| PSOE  |       | Carlos Alberto González Principa                                           |

- Manuel Pérez Álvarez est remplacé en janvier 1998 par Adriano Antonio Marqués de Magallanes.

### 2000
| Parti | Parti | Sénateurs                                                                            |
| ----- | ----- | ------------------------------------------------------------------------------------ |
| PP    |       | José Manuel Cores Tourís, César José Mera Rodríguez, Víctor Manuel Vázquez Portomeñe |
| PSOE  |       | Carlos Alberto González Príncipe                                                     |

### 2004
| Parti | Parti | Sénateurs                                                                            |
| ----- | ----- | ------------------------------------------------------------------------------------ |
| PP    |       | José Manuel Cores Tourís, César José Mera Rodríguez, Víctor Manuel Vázquez Portomeñe |
| PSOE  |       | Enrique Federico Curiel Alonso                                                       |

### 2008
| Parti | Parti | Sénateurs                                                         |
| ----- | ----- | ----------------------------------------------------------------- |
| PP    |       | José Manuel Cores Tourís, María Dolores Pan Vázquez, Corina Porro |
| PSOE  |       | Carmela Silva                                                     |

- José Manuel Cores (PP) est remplacé en mai 2009 par María Paz Lago Martínez.
- Corina Porro (PP) démissionne en mai 2009 mais n'est pas remplacé du fait de la mort de son suppléant.

### 2011
| Parti | Parti | Sénateurs                                                                     |
| ----- | ----- | ----------------------------------------------------------------------------- |
| PP    |       | María Elvira Larriba Leira, María Dolores Pan Vázquez, José Luis Rivera Mallo |
| PSOE  |       | María de los Ángeles Marra Domínguez                                          |

### 2015
| Parti | Parti | Sénateurs                                               |
| ----- | ----- | ------------------------------------------------------- |
| PP    |       | Marta Lucio Gómez, Miguel Fidalgo Iglesias, José Crespo |
| EM    |       | Vanessa Angustia Gómez                                  |

### 2016
| Parti | Parti | Sénateurs                                               |
| ----- | ----- | ------------------------------------------------------- |
| PP    |       | Marta Lucio Gómez, Miguel Fidalgo Iglesias, José Crespo |
| EM    |       | Vanessa Angustia Gómez                                  |

### Avril 2019
| Parti | Parti | Sénateurs                                                                          |
| ----- | ----- | ---------------------------------------------------------------------------------- |
| PSOE  |       | Modesto Pose Mesura, María Margarita Peregrina Adrio Taracido, Daniel Chenlo Padín |
| PP    |       | Miguel Fidalgo Iglesias                                                            |

### Novembre 2019
| Parti | Parti | Sénateurs                                                     |
| ----- | ----- | ------------------------------------------------------------- |
| PSOE  |       | Modesto Pose Mesura, María Margarita Peregrina Adrio Taracido |
| PP    |       | Javier Jorge Guerra Fernández, Pilar Rojo                     |

### 2023
| Parti | Parti | Sénateurs                                                               |
| ----- | ----- | ----------------------------------------------------------------------- |
| PP    |       | María José Pardo Pumar, José Crespo Iglesias, Nidia María Arévalo Gómez |
| PSOE  |       | Carmela Silva                                                           |